# 1883 год в литературе

## Произведения
- «Без вины виноватые» — пьеса А. Н. Островского.
- «Жизнь» — роман Ги де Мопассана.
- «Жизнь на Миссисипи» — сборник рассказов Марка Твена.
- «Красный цветок» — рассказ В. М. Гаршина.
- «К свету» — роман Николая Вагнера.
- «Лешетинский кузнец» — поэма Сватоплука Чеха.
- «Ольга» — пьеса норвежского писателя Ханса Хенрика Егера.
- «Пиноккио» — сказка Карло Коллоди (первое отдельное издание).
- «Премудрый пискарь» — сказка М. Е. Салтыкова-Щедрина.
- «Приваловские миллионы» — роман русского писателя Д. Н. Мамина-Сибиряка.
- «Смерть чиновника» — рассказ А. П. Чехова.
- «Современная идиллия» — роман М. Е. Салтыкова-Щедрина.
- «Так говорил Заратустра. Книга для всех и ни для кого» — философский роман Ф. Ницше (начал издаваться).
- «Тупейный художник» — рассказ Н. С. Лескова.
- «Упрямец Керабан» — роман Жюля Верна.
- «Чёрная стрела» — повесть Роберта Льюиса Стивенсона (первая полная публикация — 1888).

## Родились
- 10 января — Алексей Николаевич Толстой (умер в 1945).
- 16 марта — Этель Андерсон, австралийская поэтесса, писательница, эссеистка (умерла в 1958).
- 30 апреля — Ярослав Гашек, чешский писатель-сатирик (умер в 1923).
- 7 мая –  Эваристо Карриего, аргентинский поэт.
- 23 мая — Эвальд Банзе, немецкий военный писатель, историк пангерманизма, географ (умер в 1953).
- 3 июля — Франц Кафка, чешский философ и писатель (умер в 1924).
- 29 июля — Порфирио Барба Якоб, колумбийский поэт и прозаик (умер в 1942).
- 27 октября — Миколас Вайткус, литовский поэт и драматург (умер в 1973).
- 26 ноября — Михай Бабич, венгерский поэт (умер в 1941).
- 19 декабря — Гвидо Гоццано, итальянский поэт и писатель (умер в 1916).

## Умерли
- 4 января — Василий Антонович Инсарский, русский писатель-мемуарист (родился в 1814).
- 27 февраля — Леопольд Бранислав Абафи, словацкий писатель, драматург, публицист (род. в 1827).
- 3 марта — Маврикий Осипович Вольф, русский издатель и книгопродавец (родился в 1825).
- 20 марта — Николай Васильевич Гербель, русский поэт-переводчик и издатель (родился в 1827).
- 26 апреля — Наполеон Орда, белорусский и польский литератор и композитор, музыкант, художник (родился в 1807).
- 5 мая — Джосайя Хенсон, американо-канадский писатель (родился в 1789).
- 23 мая — Циприан Камиль Норвид, польский поэт, драматург, прозаик, художник (родился в 1821).
- 11 июня — Каролина Ли Гаскуань, английская писательница и поэтесса (родилась в 1813).
- 24 июня — Валентин Фёдорович Корш, русский журналист, публицист, историк литературы (родился в 1828).
- 9 августа — Юлия Жадовская, русская писательница (родилась в 1824).
- 3 сентября — Иван Сергеевич Тургенев, русский писатель (родился в 1818).
- 21 октября — Константин Эдуардович Паприц, российский поэт и писатель-беллетрист (род. 1858)[1].
- 22 октября — Томас Майн Рид, английский писатель, автор приключенческих романов (родился в 1818).
- точная дата отсутствует
  - Мирза Насрулла Бахар Ширвани, азербайджанский поэт (родился в 1835).
  - Альбер Рилье, швейцарский писатель (родился в 1809).